# サンカルロス (カリフォルニア州)
サンカルロス（San Carlos）は、アメリカ合衆国カリフォルニア州のサンマテオ郡にある都市。人口は3万0772人（2020年）。サンフランシスコの南40キロメートルに位置している。

## 概要
サンフランシスコ・ベイエリアの高級住宅街である。2020年アメリカ合衆国国勢調査によれば平均世帯年収は21万9413ドルで、全米でも最高水準である。通勤にはカルトレインが利用できる。

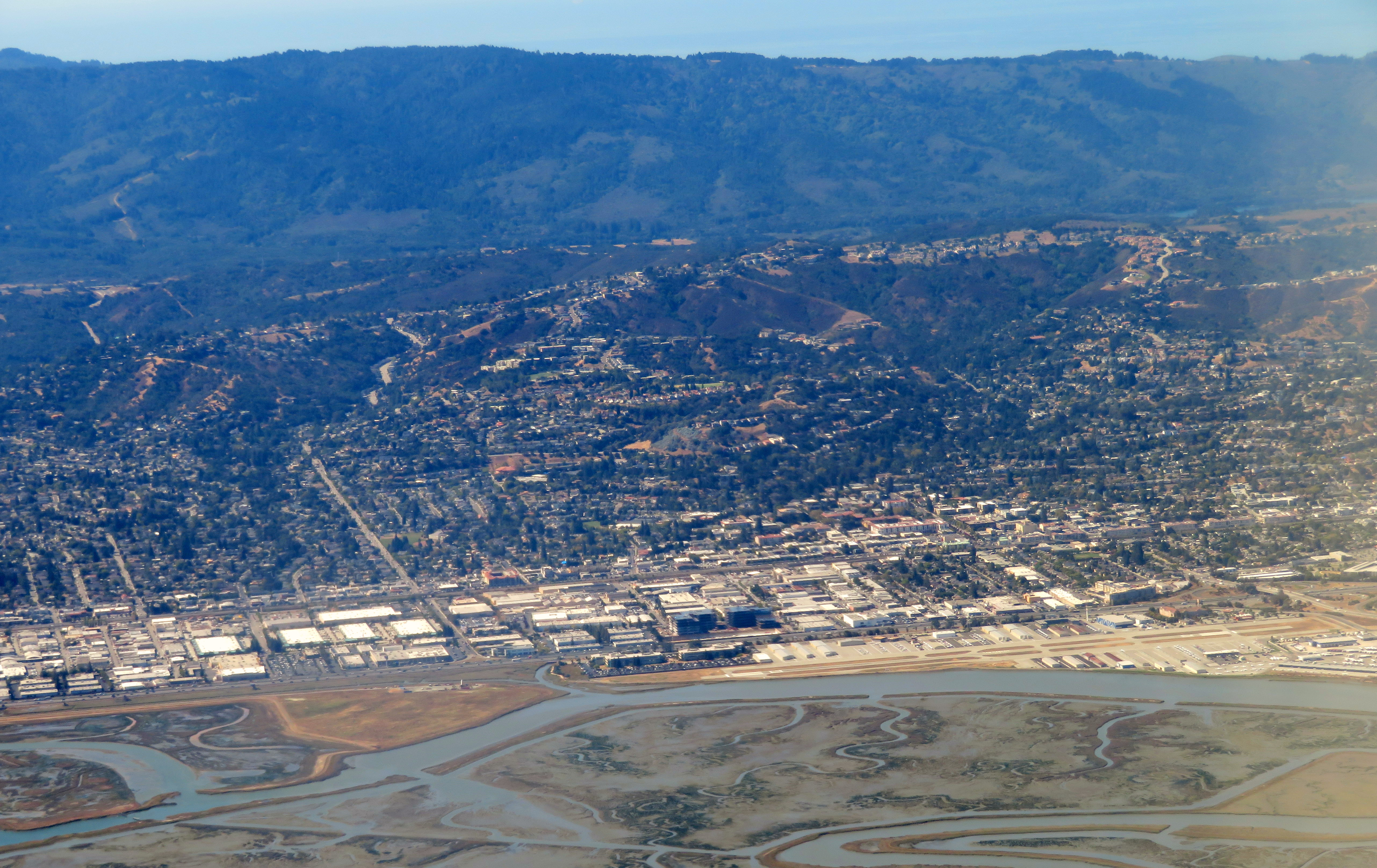
上空から

長崎県大村市の姉妹都市である。